# 坪田镇
坪田镇，是中华人民共和国广东省南雄市下辖的一个乡镇级行政单位。

## 行政区划
坪田镇下辖以下地区：
坪田社区、坪田村、新墟村、坪湖村、龙头村、迳洞村、老宅村、中坪村、长坑村、老龙村、背迳村、龙口村、横岭村、小塘村和官陂村。